# Novi Grad (Chorwacja)
Novi Grad – wieś w Chorwacji, w żupanii brodzko-posawskiej, w gminie Oprisavci. W 2011 roku liczyła 303 mieszkańców.